# Eibau

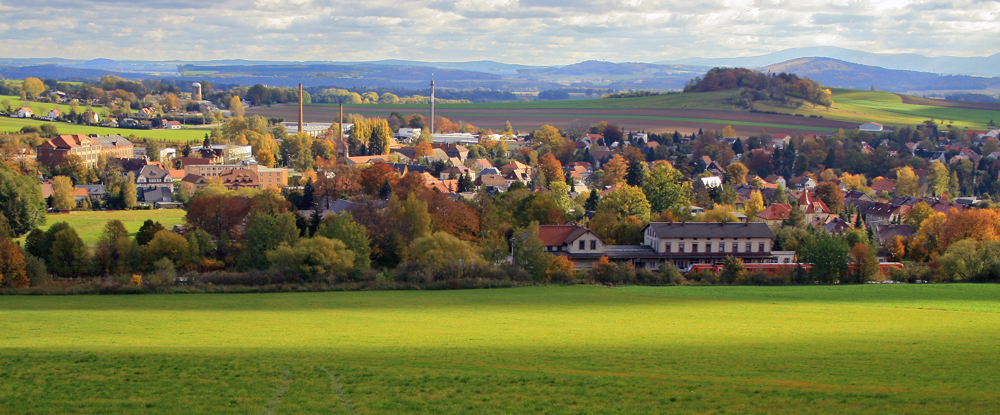
Ansicht auf Eibau mit Beckenberg

Eibau (obersorbisch Jiwow, oberlausitzisch: Eibe) ist ein Ortsteil der Gemeinde Kottmar, welcher im Süden des ostsächsischen Landkreises Görlitz zwischen Zittau und Bautzen liegt. Der Ort in der Oberlausitz ist überregional für sein Schwarzbier bekannt.

## Geographie

### Geographische Lage
Eibau, gelegen im oberen Landwasser- und Grundwassertal, eingebettet von den Bergen Kottmar (583 m), Hänschberg, Beckenberg (407,6 m), Spitzberg (510 m), Schamotte und Lerchenberg, ist ein für die Gegend typisches Waldhufendorf.
Der Ortsteil liegt im Süden der Gemeinde Kottmar und bildet teilweise einen Übergang vom Oberlausitzer Bergland zur Östlichen Oberlausitz.
Am Südwesthang des Kottmar, dem zweithöchsten Berg des Oberlausitzer Berglandes, befindet sich eine der drei Spreequellen. Da es sich hierbei um die am höchsten gelegene handelt, wird sie auch als Hauptader bezeichnet.

### Nachbargemeinden
An die Gemarkung von Eibau grenzen folgende fünf Gemeinden: Herrnhut im Nordosten, Oderwitz im Südosten, Leutersdorf im Süden und Ebersbach-Neugersdorf im Westen. Im Norden grenzt der Ortsteil Obercunnersdorf an.

### Gemeindegliederung
Die ehemalige Gemeinde fusionierte 2013 mit den benachbarten Gemeinden Ober- und Niedercunnersdorf zur neuen Gemeinde Kottmar. Früher bestand Eibau aus den drei Ortsteilen Eibau, Neueibau und Walddorf, welche nun auch Ortsteile der neuen Gemeinde sind.
Des Weiteren gibt es noch nicht als Ortsteil ausgewiesene Siedlungen. Die Kottmarhäuser liegen abgelegen von den anderen Siedlungsräumen des Ortsteils auf der Eibauer und Walddorfer Flur. Die Löbauer Wiese bildet mit Walddorf und den zu Ebersbach/Sa. gehörigen Hübelhäusern eine zusammenhängende Bebauung.

## Geschichte

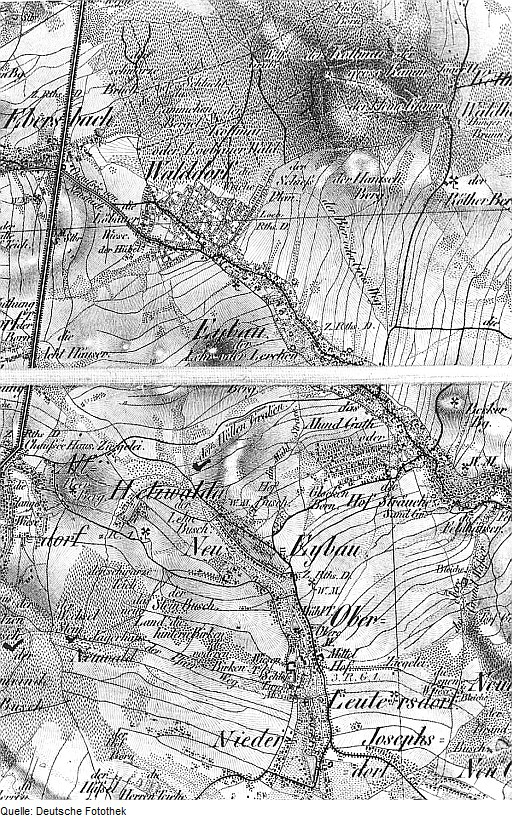
Eibau auf der Oberreit-Karte, Sekt. Zittau, 1844/46

Die älteste bekannte urkundliche Erwähnung Eibaus stammt aus dem Jahr 1352 und findet sich im Papstzehntenverzeichnis für das Dekanat Zittau. Nach einer Urkunde aus dem Jahr 1384 gehörte die Eibauer Kirche in jener Zeit bereits zum Diakonat Zittau.
Eibau ist ein Waldhufendorf und liegt am Ufer des Landwassers. Mitte des 16. Jahrhunderts entstanden zahlreiche Umgebindehäuser, die von der Tradition der Leinenweberei noch bis in die heutige Zeit zeugen. Während der Industrialisierung entstanden mechanische Webereien, die bis 1989 existierten.
Am 14. Januar 1714 wurde von König August dem Starken von Sachsen die Gründungsurkunde von Neueibau unterzeichnet, das beiderseits des Leutersdorfer Wassers liegt.
1704 wurde der Bau einer neuen Kirche begonnen. Bei der Weihe am 27. September 1707 waren wenigstens 1880 Personen anwesend. In den Jahren 1751, 1779 und 1797 schlug der Blitz in die Kirche ein, wodurch beim erstgenannten Einschlag unter anderem der Turm abbrannte und Turmknopf sowie Glocken Schaden nahmen.
Ab 1810 erlangte das Dorf mit der Landbrauerei, welche heute unter dem Namen Privatbrauerei Eibau i.Sa. GmbH (bis vor kurzem Münch-Bräu Eibau GmbH) firmiert, überregionale Bekanntheit.
Nach 1844 siedelten sich eine Vielzahl von textitlverarbeitenden Unternehmen in der sächsischen Oberlausitz an, die Region wurde zu einem der Zentren der deutschen Textilveredelung (siehe Adolph Maschek Druckerei, Färberei und Imprägnieranstalt).
Zum 1. Januar 1999 wurden die Gemeinden Neueibau und Walddorf mit dem Ortsteil Kottmarhäuser eingemeindet.
Am 1. Januar 2013 wurde Eibau in die neue Gemeinde Kottmar eingemeindet.

### Verwaltungsgeschichte
|      | Gemeinde Eibau            |
| ---- | ------------------------- |
| 1777 | Bautzener Kreis           |
| 1843 | Landgerichtsbezirk Löbau  |
| 1856 | Gerichtsamt Ebersbach     |
| 1875 | Amtshauptmannschaft Löbau |
| 1952 | Landkreis Löbau           |
| 1994 | Landkreis Löbau-Zittau    |
| 2008 | Landkreis Görlitz         |

### Einwohnerentwicklung
|      | Gemeinde Eibau | OT Eibau                                                 | OT Walddorf             | OT Neueibau             |
| ---- | -------------- | -------------------------------------------------------- | ----------------------- | ----------------------- |
| 1561 |                | 40 Bauern, 28 Gärtner, 218 Häusler, 48½ Hufen            |                         |                         |
| 1777 |                | 43 besessene Mann, 39 Gärtner, 401 Häusler, 12 Wüstungen | 98 Häusler, 4 Wüstungen | 55 Häusler, 3 Wüstungen |
| 1834 |                | 4210                                                     | 1208                    | 0628                    |
| 1871 |                | 4598                                                     | 1331                    | 0864                    |
| 1890 |                | 4367                                                     | 1269                    | 0899                    |
| 1910 |                | 5244                                                     | 1321                    | 1075                    |
| 1925 |                | 5179                                                     | 1314                    | 1005                    |
| 1939 |                | 4814                                                     | 1304                    | 1003                    |
| 1946 |                | 5394                                                     | 1496                    | 1129                    |
| 1950 |                | 6016                                                     | 1548                    | 1230                    |
| 1964 |                | 5181                                                     | 1415                    | 1083                    |
| 1990 |                | 3916                                                     | 1059                    | 0789                    |
| 2000 | 5328           |                                                          |                         |                         |
| 2009 | 4686           |                                                          |                         |                         |
| 2013 | 2981           |                                                          |                         |                         |

### Ortsname
Der Ortsname ist belegt als Ywa (1352), Yba (1367), Iwa (1390), Yben, Eybe (1405/1428), Ybe, Yebe (1430), Eybe (1468), Eybaw (1567) und Eybau (1768). Im Zusammenhang mit Neueibau ist Eibau 1875 auch als Alteibau belegt.
Den Namen führen Ernst Eichler und Hans Walther vom mittelhochdeutschen īwe ‘Eibe’ auf einen Ort am oder im Eibenwald bzw. in der eibenreichen Aue. Eine ähnliche Namensherkunft haben die Erzgebirgsorte Eibenstock und Eibenberg aufzuweisen.
Den sorbischen Ortsnamen gab Filip Rězak 1920 noch mit Jiwow an, Eichler und Walther verzichteten 1975 bereits – wie bei den meisten Orten außerhalb des sorbischen Sprachgebietes – auf eine Wiedergabe eines sorbischen Ortsnamens.

## Politik

### Frühere Gemeindepartnerschaften
Die ehemalige Gemeinde Eibau unterhielt Partnerschaften mit der Gemeinde Sulzbach-Laufen im Kochertal, dem Ortsteil Walddorf der Stadt Altensteig im Schwarzwald und der tschechischen Stadt Krásná Lípa (deutsch Schönlinde), welche nun auch Partnerschaften der Gemeinde Kottmar sind.

## Kultur und Sehenswürdigkeiten

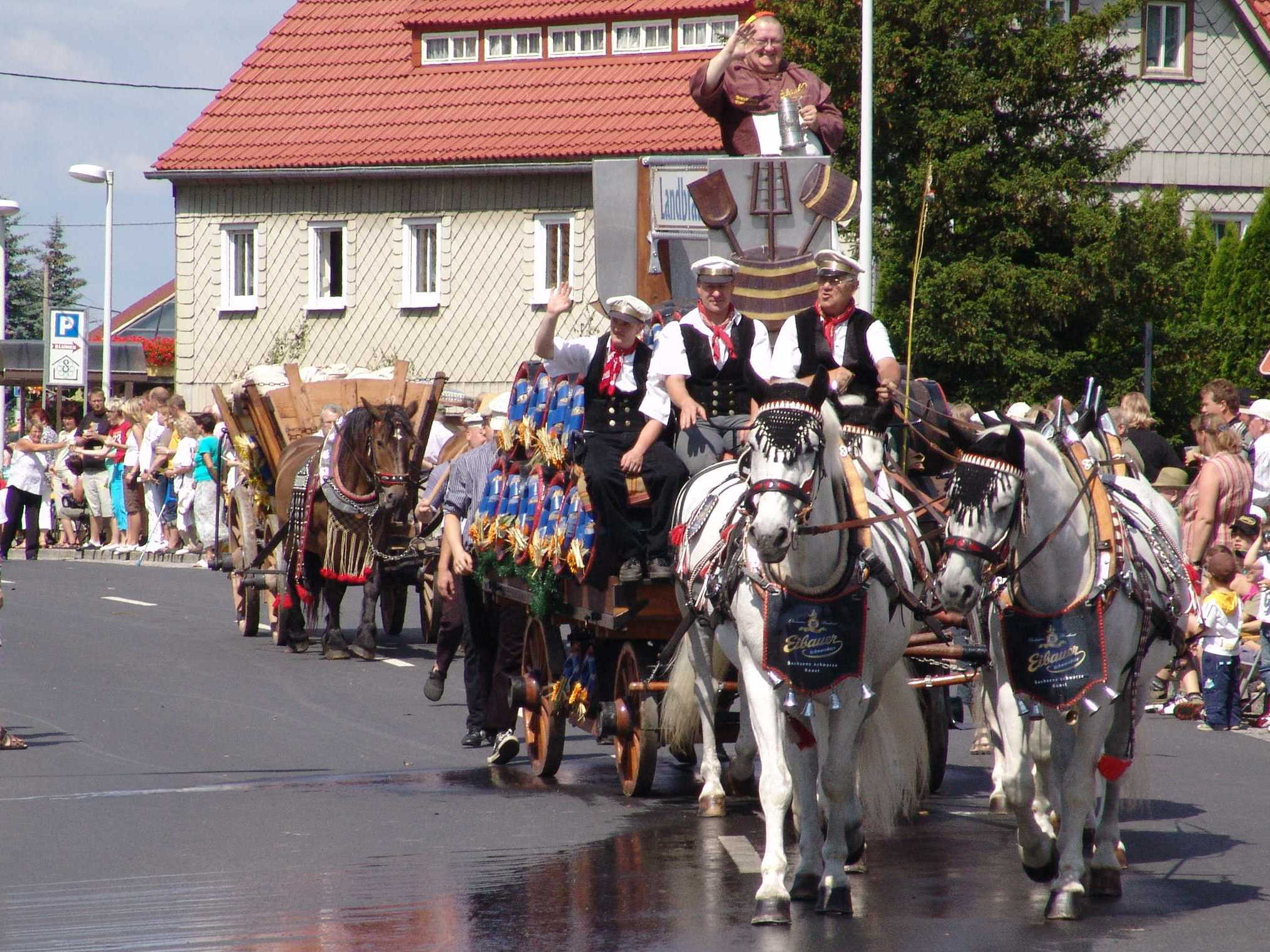
Eibauer Bierzug

### Museen
- Heimat- und Humboldtmuseum im Faktorenhof (seit 31. Oktober 2012[9] nahe der B96, ehemals auf dem Eibauer Beckenberg, zwischen 1864 und 1945 entstanden; innerhalb der Sammeltätigkeit eines naturwissenschaftlich orientierten Heimatvereins, dem Humboldtverein von Alteibau; Ausstellung der Ortsgeschichte, einer Naturaliensammlung sowie Kuriositäten, Raritäten und zwei beweglichen Weihnachtskrippen)

### Bauwerke
- Beckenbergbaude mit Haubenturm (erbaut 1905)
- Aussichtsturm auf dem Kottmar
- Spreequelle am Kottmar
- Kirche Eibau (barocke Kirche, von 1703 bis 1707 erbaut; gilt als zweitgrößte Dorfkirche der Oberlausitz; 1702 Zittauer Ratsbeschluss zum Neubau, Grundsteinlegung am 19. Juni 1703, am 27. September 1707 erster Gottesdienst, der Kirchturmbau begann 1709 und wurde am 23. Juli 1710 fertiggestellt; 1751 musste er nach einem Blitzeinschlag samt Geläut und Uhrwerk neu errichtet werden)

### Kulturdenkmäler
- Faktorenhof Eibau: Dreiseitenhof, Wohnhaus mit gut erhaltener Decken- und Wandmalerei, erbaut nach dem Vorbild des Reibersdorfer Schlosses, 1717 vollendet

### Sport
Der Ortsteil bietet eine Reihe an Sportstätten an, darunter zählen unter anderem die Sporthalle Am Kottmar, das Volkshaus, das Volksbad und das Fitness-Center in Eibau, das Skiheim, die Skisprungschanze Am Kottmar und der Faustballplatz in Walddorf sowie der Fußballplatz Berglandarena, der Sportplatz und die Kegelbahn in Neueibau.

### Regelmäßige Veranstaltungen
Seit 1993 findet alljährlich Ende Juni der traditionelle Eibauer Bierzug statt.
Der Festumzug entlang der Bundesstraße 96 erinnert an den historisch verbürgten Bierstreit zwischen Löbau, Zittau und Görlitz im 17. Jahrhundert.

## Wirtschaft und Infrastruktur

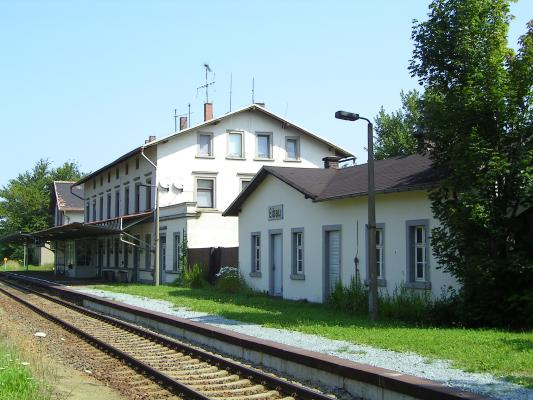
Bahnhof Eibau

Einer der größten Arbeitgeber der Region ist mit etwa 120 Mitarbeitern die Agrargenossenschaft Eibau eG.
Der landwirtschaftliche Betrieb bewirtschaftet gegenwärtig 2731 Hektar Nutzfläche und besitzt einen Tierbestand von 1350 Kühen, 1350 Jungrindern und 240 Sauen (Stand 2009).
Seit 1810 besitzt die in Eibau ansässige Privatbrauerei Eibau i.Sa. GmbH, ehemals Münch-Bräu Eibau GmbH, das Braurecht für die Herstellung von Bier. Bekannt geworden ist das Unternehmen vor allem wegen seiner Herstellung von Schwarzbier.

### Verkehr
Der Ortsteil wird auf einer Länge von rund 5 km von der Bundesstraße 96 durchzogen und liegt an der Bahnstrecke Oberoderwitz–Wilthen (Süd-Lausitzer Bahn); am Bahnhof Eibau zweigt die Bahnstrecke nach Varnsdorf–Mittelherwigsdorf ab.
In Dresden-Klotzsche befindet sich der nächstliegende Flughafen.

### Öffentliche Einrichtungen
- Touristeninformation Spreequellland im Faktorenhof Eibau

### Bildung
Der Ortsteil unterhält zurzeit die Pestalozzi-Grundschule, den Freizeithort Sonnenschein und die Kindertagesstätte Spatzennest in Eibau sowie die Kindertagesstätte Märchenwald in Walddorf.
Ebenfalls befindet sich eine private Bibliothek in Eibau.
Die Mittelschule und Martin-Andersen-Nexö-Grundschule in Eibau, die Grundschule in Walddorf sowie die Kindertagesstätte Max und Moritz in Neueibau wurden aufgrund sinkender Anzahl an Kindern nach und nach geschlossen.

## Söhne und Töchter des Ortes
- Christian Adolph Pescheck (1752–1826), evangelisch-lutherischer Theologe
- Christian August Pescheck (1760–1833), Arzt und Schriftsteller
- Adolf Hohneck (1810–1879), Landschaftsmaler und Grafiker
- Julius Frühauf (1829–1898), Professor der Nationalökonomie und Reichstagsabgeordneter
- August Israel (1836–1906), Pädagoge
- Adolph Masche(c)k (19. Jahrhundert), Gründer der Textilindustrie in Eibau (Adolph Maschek Druckerei, Färberei und Imprägnieranstalt)
- Hermann Rudolph (1865–1946), Lehrer und Theosoph
- Friedrich Krampf (1887–1943), Maler und Hochschullehrer
- Adolf Scholz (1890–1980), Politiker (SPD, USPD, KPD, SED)
- Martin Weise (1891–1952), Pädagoge
- Willy Roscher (1900–1957), Schachhistoriker und Schachkomponist
- Johannes Bahr (1906–1989), Ingenieur und Hochschullehrer
- Arthur Apelt (1907–1993), Dirigent
- Hans Seiler (1920–2019), Maler und Zeichner
- Gerhard Hansen (1921–1987), Erfinder und Ingenieure[10]